# Чемпіонат світу з легкої атлетики 2019 — естафетний біг 4×400 метрів (жінки)

Фінальний забіг

Змагання з естафетного бігу 4×400 метрів серед жінок на Чемпіонаті світу з легкої атлетики 2019 у Досі проходили 5-6 жовтня на стадіоні «Халіфа».

## Напередодні старту
На початок змагань основні рекордні результати були такими:
| WR | СРСР Тетяна Ледовська, Ольга Назарова, Марія Пінігіна, Ольга Бризгіна          | 3.15,17 | Сеул     | 1 жовтня 1988  |
| CR | США Гвен Торренс, Мейсел Мелоун-Воллес, Наташа Кайзер-Браун, Джерл Майлз Кларк | 3.16,71 | Штутгарт | 22 серпня 1993 |
| WL | США U20 Алексіс Голмс, Кімберлі Гарріс, Зія Голман, Кайла Девіс                | 3.24,04 | Сан-Хосе | 21 липня 2019  |

Вигравши п'ять з останніх шести чемпіонатів та чемпіонство-2017 з найкращим результатом за попередні п'ять років (3.19,02) та майже 6-секундною перевагою над другим місцем на фініші (найбільшим за всю історію змагань), жіночий квартет збірної США на чолі з володаркою 16 нагород світових першостей Еллісон Фелікс був у Досі явним фаворитом.

## Результати

### Забіги
За підсумками двох попередніх забігів з найкращим часом до фіналу вийшла збірна США (3.22,96). До фіналу проходили перші три команди з кожного забігу та дві найшвидших за часом з тих, які посіли у забігах місця, починаючи з четвертого.

### Фінал
У фіналі поза конкуренцією був американський квартет спринтерок. Примітним стало те, що у фіналі за збірну США бігли інші четверо спринтерок, ніж ті, які брали участь у забігу.
| Місце | Команда         | Атлетки                                                                                     | Час     | Примітки |
| ----- | --------------- | ------------------------------------------------------------------------------------------- | ------- | -------- |
| 1     | США             | Філліс Френсіс → Сідні Мак-Лафлін → Далайла Мухаммад → Вейдлайн Джонатас                    | 3.18,92 | WL       |
| 2     | Польща          | Іга Баумгарт-Вітан → Патриція Вичишкевич → Малгожата Голуб-Ковалик → Юстина Швенти-Ерсетиць | 3.21,89 | NR       |
| 3     | Ямайка          | Анастасія Лерой → Тіффані Джеймс → Стефані-Енн Макферсон → Шеріка Джексон                   | 3.22,37 | SB       |
| 4     | Велика Британія | Зої Кларк → Джоді Вільямс → Емілі Даймонд → Лавіаї Нільсен                                  | 3.23,02 | SB       |
| 5     | Бельгія         | Ганне Клас → Імке Верват → Паулін Каукьойт → Камілле Лаус                                   | 3.27,15 |          |
| 6     | Україна         | Катерина Климюк → Ольга Ляхова → Тетяна Мельник → Анна Рижикова                             | 3.27,48 |          |
| 7     | Нідерланди      | Ліке Клавер → Лісанне де Вітте → Б'янка Бак → Фемке Бол                                     | 3.27,89 |          |
| —     | Канада          | Аліша Браун → Айянна-Бріджетт Стіверн → Маделайн Прайс → Сейдж Вотсон                       | —       | DQ       |